# Milan Kostourek
Milan Kostourek (* 9. Januar 1983 in České Budějovice, Tschechoslowakei) ist ein tschechischer Eishockeyspieler, der seit Dezember 2016 beim EC Peiting in der Eishockey-Oberliga unter Vertrag steht.

## Karriere
Sein Jugendverein ist der HC České Budějovice. Bis zum Ende der Saison 2012/13 spielte er in 459 Spielen für Vereine der zweiten tschechischen Liga und bestritt zudem 16 Spiele in der 3. Liga und 22 Spiele in der höchsten tschechischen Ligenstufe, der Extraliga. Von September bis November 2009 war er in 16 Spielen für den HK 36 Skalica in der höchsten slowakischen Liga eingesetzt. Im Januar 2011 wechselte er für den Rest der Saison 2010/11 zum italienischen Zweitligisten Hockey Milano Rossoblu. In der Saison 2013/14 der polnischen Ekstraliga spielte er in Krakau für den KS Cracovia. Er trug 50 Punkte in 51 Spielen bei. Sein Team schied in den Play-offs früh aus, wurde aber Pokalsieger. In den beiden Folgejahren spielte er in der zweiten englischen Liga EPIHL, zunächst in der Saison 2014/15 für die Milton Keynes Lightning und 2015/16 für die Bracknell Bees.
Am 29. Januar 2016 verließ er England und unterzeichnete er einen Vertrag bei den Lausitzer Füchsen aus dem sächsischen Weißwasser/Oberlausitz, um nach dem Tode seines Vaters Zdenek Kostourek, der ebenfalls Eishockeyspieler war, und einer Erkrankung seiner Mutter näher bei seiner Familie zu sein. Bis zum Saisonende kam er jedoch nur auf vier Einsätze für die Füchse.